# 4 septembre 1979
Le mardi 4 septembre 1979 est le 247e jour de l'année 1979.

## Naissances
- Dieudonne Dolassem, judoka camerounais
- Dwight Pezzarossi, joueur de football guatémaltèque
- Gledson, joueur de football brésilien
- Héctor El Bambino, chanteur et producteur de reggaeton portoricain
- Kōsuke Matsūra, pilote automobile japonais
- Kerry Ellis-Toddington, hockeyeur sur glace canadien
- Kerstin Garefrekes, joueuse de football allemande
- Kristina Krepela, actrice croate
- Maksim Afinoguenov, joueur de hockey sur glace russe
- Max Greenfield, acteur américain
- Mirela Țugurlan, gymnaste artistique roumaine
- Nadine Al Rassi, actrice libanaise
- Olivier Dokunengo, joueur de football français
- Rebecca Preston, triathlète australienne

## Décès
- Guy Bolton (né le 23 novembre 1884), auteur de nouvelles et de théâtre, scénariste
- Jef van de Wiele (né le 20 juillet 1903), personnalité politique belge
- Sefton Delmer (né le 24 mai 1904), journaliste britannique

## Événements
- Début de championnats du monde d'aviron 1979
- Sortie du film polonais Les Demoiselles de Wilko